# جبال شيريكاوا
نجد جبال شيريكاوا هي سلسلة جبال كبيرة في جنوب شرق ولاية أريزونا وهي جزء من منطقة الحوض والسلسلة في الغرب والجنوب الغربي للولايات المتحدة وشمال غرب المكسيك. السلسلة جزء من غابة كورونادو الوطنية. أعلى نقطة في سلسلة هي، قُنَّةُ شيريكاوا، ترتفع 9759 قدمًا (2975 مترًا) فوق مستوى سطح البحر، قرابة 6000 قدم (1800 متر) فوق الوديان المحيطة بها. ويعود أصل تسمية السلسلة إلى لغة قبائل الأباتشي.